# Patience
Pour les articles homonymes, voir Patience (homonymie).

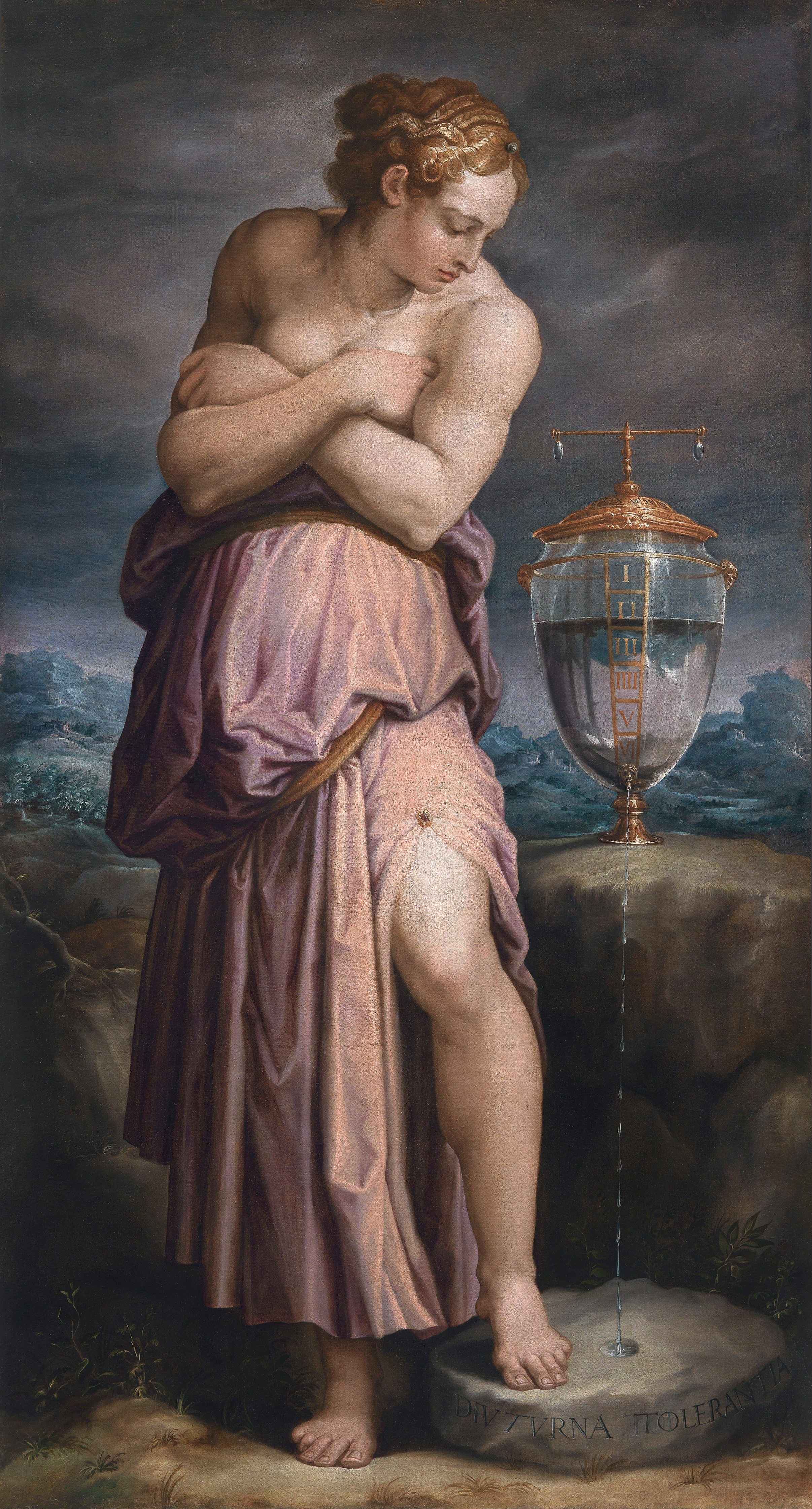
Allégorie de la Patience (Giorgio Vasari, 1552)

La patience est l'aptitude d'un individu à se maîtriser face à une attente, à rester calme dans une situation de tension, face à des difficultés, ou encore la qualité de persévérance face au retard. On parle aussi de patience pour qualifier la tolérance à la provocation ou l'indulgence en cas de tension. Le mot peut aussi signifier, plus simplement, le fait d'être capable d'attendre longtemps sans s'irriter ou s'ennuyer. Les antonymes incluent la précipitation et l'impétuosité.
La patience est, à travers le monde et les croyances, une qualité essentielle requise pour toute personne qui aspire à la sagesse et est considérée comme une vertu : c'est une valeur morale. Le sens commun de la patience correspond à une réalité qui est à distinguer de la patience spirituelle, élément essentiel de nombre de croyances.

## Présentation du concept

### Perspective scientifique
En psychologie et en neuroscience cognitive, la patience est étudiée comme un problème de prise de décision, impliquant le choix soit d'une petite récompense à court terme, soit d'une récompense plus précieuse à long terme[citation nécessaire].
La patience des internautes dans le monde du numérique a fait l'objet de nombreuses recherches scientifiques récentes. Dans une étude de 2012, impliquant des dizaines de millions d'utilisateurs qui ont regardé des vidéos sur Internet, Krishnan et Ramesh Sitaraman montrent que les utilisateurs en ligne perdent patience en moins de deux secondes, lorsqu'ils doivent attendre que la vidéo choisie commence,. L'étude montre également que les utilisateurs qui sont connectés à Internet à des vitesses plus rapides sont moins patients que leurs homologues connectés à des vitesses plus lentes, démontrant un lien entre le désir de vitesse et la patience humaine. Ces études scientifiques et d'autres sur la patience ont conduit de nombreux experts en sciences sociales à conclure que le rythme rapide de la technologie oblige les humains à être de moins en moins patients,,.

### Philosophie

#### Origines gréco-latines
La patience est présentée, dans la philosophie stoïcienne, comme un synonyme de courage (en tant que force d'âme). C'est l’une des quatre vertus. Dans un texte de Cicéron (De Inuent), il écrit : « le courage est l’acceptation réfléchie des dangers et le support total des peines. Ses parties sont magnificences, assurance, patience, persévérance. ». Pour Sénèque, la patience est également un rameau du courage. C’est une vertu centrale qui rend le sage invulnérable au milieu des accidents de la vie : « obéir à Dieu est liberté », car c'est accepter des enchaînements perpétuels des événements, par l’obéissance à des lois régies par Dieu. Les stoïciens font une glorification de la patience, liée à la sagesse qui permet alors de surmonter tous les obstacles, ce qui donnera la doctrine de la nature-providence. 
Parmi les premiers théoriciens latins, on peut citer Tertullien, vers 200, qui étudie méthodiquement la patience et en parle fréquemment dans toute son œuvre. Il la présente comme une vertu universelle, qui est en lien avec beaucoup d’autres vertus et se mêle aux trois vertus théologales : « la foi, que la patience du Christ a procurée, l’espérance, que a patience de l’homme attend, l’amour, qu’à l’école de Dieu, la patience accompagne ». Cependant, la patience développée par Tertullien n’est pas biblique, mais plutôt influencée par la philosophie stoïcienne. 

#### Savoir-être

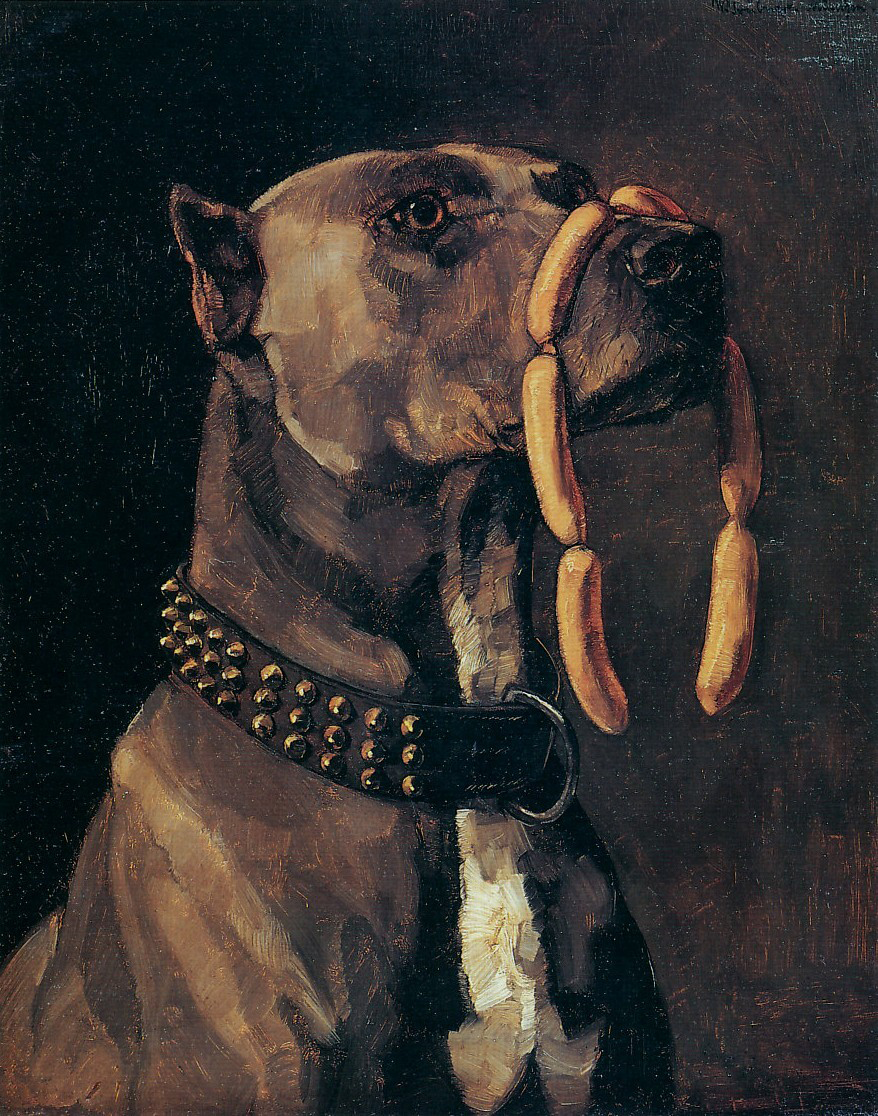
Une représentation de la patience (Dogge mit Würsten: "Ave, Caesar, morituri te salutant" par Wilhelm Trübner en 1878)

Comme la méditation, la patience s'acquiert et s'exerce ; elle demande un effort de concentration et de maîtrise de soi qui est opposé en général à l'agitation naturelle, à l'impatience innée. Si la patience quotidienne est parfois « récompensée » par un bien – par exemple l'attente sage du petit enfant auquel on offre un cadeau en récompense –. 
La patience, par son lien avec l'attente, s'oppose à la méditation. On peut faire preuve de patience en réponse à un désir, dans l'espérance d'obtenir finalement ce dont l'accès immédiat est impossible ou dangereux. La méditation procède à l'inverse d'un abandon de toute attente, le but à atteindre étant précisément celui d'un calme intérieur où l'attente, le désir, l'agitation, bref le futur et la projection personnelle sont oubliés. La patience est suscitée, volontairement ou non, et elle s'exerce de façon consciente comme une réponse à un désir. À ce titre, les religions s'entendent sur le point que l'homme n'est pas « patient face à sa mort certaine », car la vie est sacrée pour le croyant et la patience est l'œuvre d'une existence vertueuse entière[réf. nécessaire].
L'idée que se fait l'homme de la patience a varié de façon notable au cours des siècles, en suivant les changements sociologiques majeurs. Elle est passée successivement du statut conscient de nécessité à celui de vertu, puis à celui de qualité. La patience a laissé place dans les sociétés occidentalisées à une conception plus pragmatique, force d'inertie réactionnaire dans un système où la vitesse, le changement et l'adaptativité personnelle sont des réalités quotidiennes[réf. nécessaire]. 
Emmanuel Levinas a analysé le rapport entre l'attente et la patience de façon originale, en considérant que ce qui distingue l'impatience de la patience, c'est non pas la préférence pour le présent, mais l'absence de but futur consciemment. Là où l'un s'emporte et voudrait que le temps soit plus court, l'autre fait preuve de patience et se décide au contraire à attendre sans rien désirer en retour : il subit l'attente. La patience de Levinas est une patience qui attend, mais dont l'attente n'est portée par aucune volonté, qui est contingente. C'est une forme d'ouverture sur l'inattendu, ce que Levinas désigne par la formule de « responsabilité pour autrui. »[réf. nécessaire].

### Théologie

#### Islam
Dans le Coran, les musulmans sont invités dans de nombreux passages à pratiquer la patience - صبر (patience),.

#### Christianisme
Dans la Bible, deux mots servent à définir la patience. La longanimité est la vertu de patience qui s'applique à Dieu. Partagé entre le châtiment et la grâce, Dieu est lent à se mettre en colère. Mais quand la patience est une vertu de l’homme, le mot utilisé est hypomonè. Dans l’Ancien Testament, l’attente est espérance, c’est le fait d'affronter le temps qui dure. Tandis que dans le Nouveau Testament, la patience est la source et la garantie de l'espérance. Dans la Bible, la patience, liée au temps, est importante pour le Salut, car la patience est un combat, dans la foi, en coopération avec Dieu : elle se vit toujours collectivement.
Hermas peut être considéré comme l'un des premiers théoriciens de la patience dans la mesure où il y consacre une partie de son œuvre Pasteur, rédigée au IIe siècle. La patience est, selon lui, le témoin de la présence de l’Esprit, face à la colère diabolique. Elle est grande, forte, calme, joyeuse. Cyprien de Carthage a également beaucoup étudié la patience, dans toute son œuvre. Il est par exemple l'auteur du De bono patientiae (vers 255). Il s’inspire des travaux de Tertullien, et montre que la patience est liée à l’humilité et à l’amour. Il enseigne la spiritualité du temps, de la durée, de la maturation, la patience-attente et fait de la patience ce qui est nécessaire aux trois vertus théologales : « Le fait même d’être chrétien est l’affaire de foi et d’espérance, mais pour que la foi et l’espérance puissent parvenir à porter leur fruit, elles ont besoin de patience ».  
Dans le religion chrétienne, la patience est une vertu importante valorisée surtout durant le Moyen-Âge, la patience est alors associée aux vertus de la confiance et de l'espérance dans le rapport au monde. Cependant, la perspective moderne, qui met l'autonomie individuelle au centre, réduit l'importance de la patience en tant que vertu, car elle n'est pas compatible avec l'idéal de l'autonomie, qu'elle peut au contraire menacer,. Bien que la patience ne soit pas l'une des trois vertus théologales traditionnelles bibliques ni l'une des vertus cardinales traditionnelles, elle fait partie du fruit de l'Esprit Saint, selon l'apôtre Paul  dans son Épître aux Galates. La patience a été incluse dans une formulation des sept vertus capitales en opposition aux sept péchés capitaux, dans une formulation ultérieure. 
La vertu de patience est décrite par Augustin d'Hippone durant l'Antiquité et reprise par Thomas d'Aquin au Moyen-Âge. Le problème posé par Augustin, dans un traité intitulé De patientia, c'est de savoir si la patience vient du libre arbitre ou bien s'il s'agit d'une vertu qui exige la grâce divine. Il affirme, que la patience ne peut pas s'acquérir par la seule force du libre arbitre, à moins de faire preuve d'orgueil : la patience est une vertu des saints qui vient avec la charité. Cet écrit est repris par Thomas d'Aquin dans la somme théologique qu'il compose. La patience est décrite comme étant une force de l'âme qui se créé par le fait d'endurer les maux et la souffrance en vue de faire le bien .